# Xe hydro

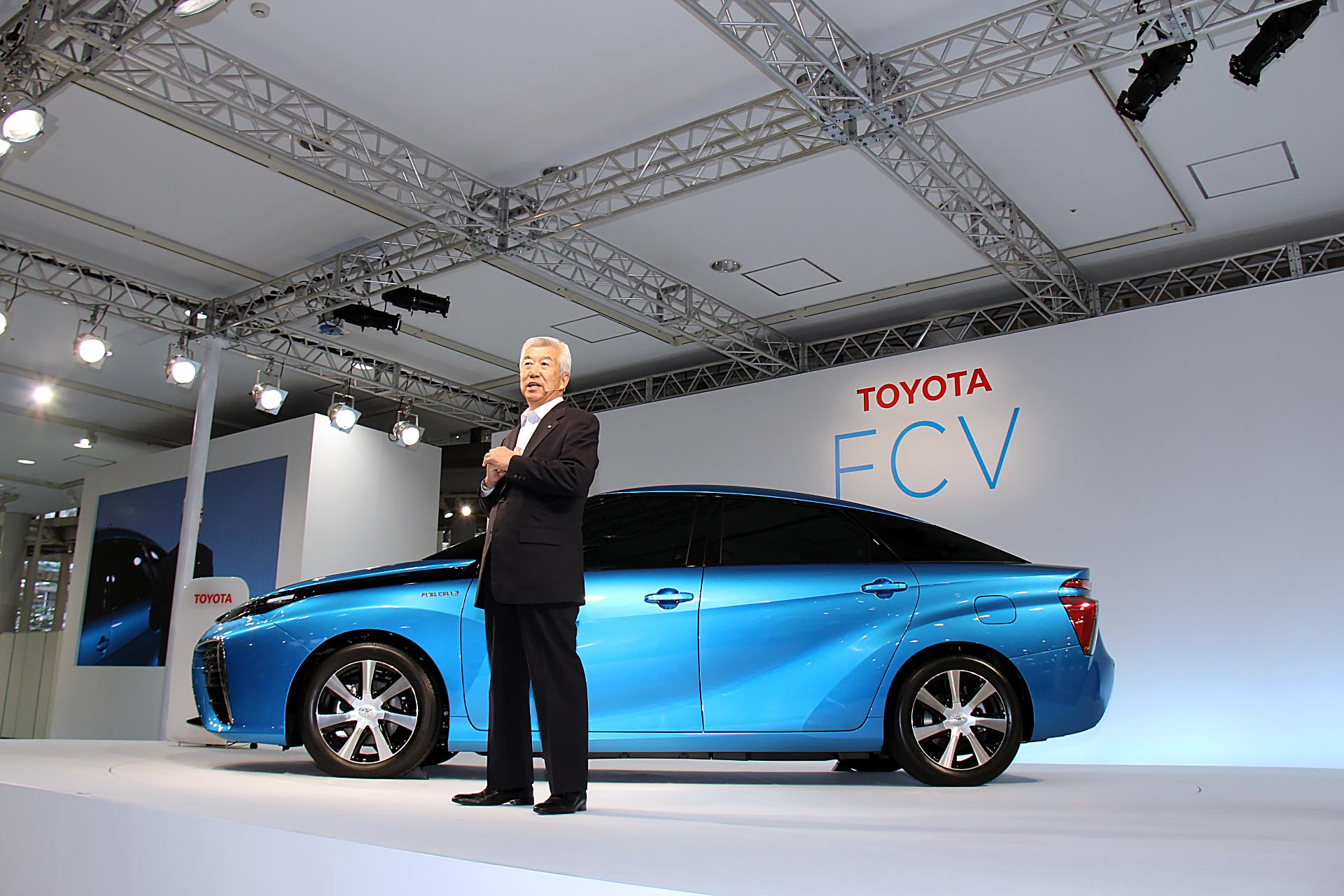
Toyota Mirai 2015 là một trong những chiếc xe chạy bằng pin nhiên liệu hydro đầu tiên được bán thương mại. Mirai dựa trên mẫu xe ý tưởng Toyota FCV (hình).

Xe hydro là một chiếc xe sử dụng nhiên liệu hydro cho động cơ xe. Xe hydro bao gồm cả tên lửa không gian chạy bằng nhiên liệu hydro, cũng như ô tô và các phương tiện vận chuyển khác. Các nhà máy điện của những phương tiện như vậy chuyển đổi năng lượng hóa học của hydro thành năng lượng cơ học bằng cách đốt cháy hydro trong động cơ đốt trong, hoặc, thông thường hơn, bằng cách phản ứng hydro với oxy trong pin nhiên liệu để chạy động cơ điện. Việc sử dụng rộng rãi hydro để vận chuyển nhiên liệu là một yếu tố chính của nền kinh tế hydro được đề xuất.
Tính đến  năm 2019, Có ba mẫu ô tô hydro có sẵn công khai tại một số thị trường chọn lọc: Toyota Mirai xe điện chạy bằng pin nhiên liệu chuyên dụng đầu tiên trên thế giới, Hyundai Nexo, và Honda Clarity. Một số công ty khác đang làm việc để phát triển xe ô tô hydro.
Tính đến năm 2019, 98% hydro được sản xuất bằng cách định hình khí metan, phát thải carbon dioxide. Nó có thể được sản xuất bằng phương pháp nhiệt hóa hoặc nhiệt phân bằng cách sử dụng nguyên liệu tái tạo, nhưng các quy trình hiện này là khá tốn kém. Các công nghệ khác nhau đang được phát triển nhằm mục đích cung cấp chi phí đủ thấp và số lượng đủ lớn, để cạnh tranh với sản xuất hydro bằng khí đốt tự nhiên. Hạn chế của việc sử dụng hydro là cường độ phát thải carbon cao khi được sản xuất từ khí tự nhiên, gánh nặng chi phí vốn, hàm lượng năng lượng thấp trên một đơn vị khối lượng ở điều kiện môi trường xung quanh, sản xuất và nén hydro, đầu tư cần thiết vào các trạm nạp để phân phối hydro, vận chuyển hydro đến trạm nạp và thiếu khả năng sản xuất hoặc phân phối hydro tại nhà.